# 吉村智洋
吉村 智洋（よしむら ともひろ、1984年12月26日 - ）は、地方競馬の園田競馬場飯田良弘厩舎所属の騎手。地方競馬教養センター騎手課程第75期生。
息子の吉村誠之助はJRAの2024年度騎手免許試験に合格した。騎手として2024年3月にデビューしている。

## 来歴
2002年3月31日付で地方競馬騎手免許を取得。同年4月17日第2回園田競馬2日目第1競走アラ系F4組3歳一般戦ヤマノファイナルで初騎乗（11頭立て9番人気10着）。同年5月8日第4回園田競馬1日目第2競走アラ系F5組3歳一般戦をヤマノファイナルで優勝（11頭立て7番人気）し、初勝利。
2003年8月20日、第1回姫路競馬2日目第8競走生野銀山特別（サラ系B22組3歳以上）をリキアイコスマーで優勝（11頭立て1番人気）し、地方競馬通算20勝を達成。兵庫県競馬の規定により減量騎手を卒業した。
2004年3月22日、第18回全日本新人王争覇戦出場（12人中7位）。
2005年8月12日、第9回名古屋競馬4日目第11競走第11回東海クイーンカップをハツネドオゴで優勝（12頭立て5番人気）し、重賞初制覇。同年9月18日、第4回阪神競馬3日目第11競走第23回関西テレビ放送賞ローズステークスでハツネドオゴに騎乗（15頭立て15番人気15着）し、中央競馬初騎乗。同年地方競馬通算100勝達成。
2007年5月17日、第4回園田競馬6日目第3競走F1二組3歳一般戦をサンペールウルトラで優勝（11頭立て3番人気）し、2166戦目で地方競馬通算200勝達成。
2010年1月3日、第20回園田競馬3日目第10競走第52回新春賞をキーポケットで優勝（11頭立て5番人気）し、地元兵庫での重賞初制覇。同年2月22日第17回福山競馬4日目第10競走北陸・東海・近畿・中国地区交流第2回デイリースポーツ杯福山牝馬特別も同馬で優勝（10頭立て1番人気）した。同年7月27日第7回園田競馬3日目第6競走C2 3歳以上一般戦をセンバヅルで優勝（12頭立て3番人気）し、4504戦目で地方競馬通算400勝達成。
2016年4月12日、園田競馬第6競走をスカイノフーサンで勝利し、地方競馬通算1000勝を達成した。
2017年1月4日付で勇退した橋本忠男厩舎から、1月5日付で飯田良弘厩舎へ所属変更。
2018年は296勝をあげて、初めて兵庫と地方全国リーディングジョッキーとなり、NARグランプリ2018最優秀勝利回数騎手賞を受賞した。
2019年6月6日、園田競馬第10競走の第20回兵庫ダービーにおいて、3番人気のバンローズキングスに騎乗して優勝。ダービージョッキーの栄冠を手にした。この年は334勝を挙げ、兵庫県競馬における年間最多勝記録を更新した。
2020年2月25日、園田競馬第4競走C2三組条件戦をメイショウユウシンで優勝（9頭立て1番人気）し、14866戦目で地方競馬通算2000勝を達成。また12月16日には、園田競馬第6競走をエイシンアンヴァルで勝利して年間335勝を達成。前年に引き続き、兵庫県競馬における年間最多勝記録を更新した。
2022年は349勝をあげ、2度目の地方競馬全国リーディングジョッキーとなり、NARグランプリ2022で最優秀勝利回数騎手賞を受賞した。
2023年1月11日、園田競馬にて兵庫県競馬の1日最多勝記録となる7勝をあげた。同月17日には姫路競馬第11競走寒風特別をヒロシゲサンライズで制し、地方競馬通算3000勝を達成。7月16日には、福島競馬場の第1競走でオーキッドロマンスに騎乗して勝利し、2005年のローズステークスでの中央初騎乗から58戦目にして初勝利を挙げた。後に最終競走でもフィンガークリックに騎乗し勝利し、中央初勝利と同日のうちに2勝目を挙げることとなった。この年は地方競馬で335勝をあげ前年に続き地方競馬全国リーディングとなる。
2024年9月4日、園田競馬10Rをウインレゼルヴで勝利し、通算3500勝（2万252戦目）を達成した。
地方通算成績は19687戦3334勝・2着2711回・3着2280回・勝率16.9%・連対率30.7%/中央競馬92戦2勝・2着4回・3着4回（2024年2月8日現在）

## 主な騎乗馬
- ハツネドオゴ（東海クイーンカップ）
- キーポケット（新春賞、福山牝馬特別）
- エルウェーオージャ（兼六園ジュニアカップ）
- コスモピクシー（園田チャレンジカップ）
- コスモハレルヤ（コウノトリ賞）
- エイシンニシパ（岐阜金賞、新春賞4回、はがくれ大賞典3回、兵庫大賞典、姫山菊花賞）
- サラヒメ（園田プリンセスカップ）
- トゥリパ（兵庫若駒賞、のじぎく賞）
- リリコ（園田プリンセスカップ）
- スーパージェット（ロータスクラウン賞）
- ナナヨンハーバー（兵庫クイーンカップ）
- バンローズキングス（兵庫ダービー）
- エキサイター（兵庫若駒賞）
- イチライジン（園田ジュニアカップ）
- ナリタミニスター（金沢スプリントカップ、園田チャレンジカップ、ゴールド争覇、兵庫ウインターカップ）
- ラジアントエンティ（園田プリンセスカップ、ラブミーチャン記念）
- シェナキング（菊水賞、MRO金賞）
- エンリル（兼六園ジュニアカップ）
- シェダル（摂津盃）
- エコロクラージュ（園田オータムトロフィー、楠賞）
- コパノフィーリング（兵庫ゴールドカップ）[13]
- イケノシイチャン（フォーマルハウト賞）
- スマイルミーシャ（園田ジュニアカップ、のじぎく賞、兵庫ダービー、園田オータムトロフィー、園田金盃、コウノトリ賞）[14]
- ニシケンボブ（ゴールドジュニア）
- シンメデージー（西日本クラシック）
- アエノブライアン（九州大賞典）
- コパノエミリア（のじぎく賞）
- ナムラタタ（摂津盃）